# Rhamnidium
Rhamnidium là một chi thực vật có hoa thuộc họ Táo (Rhamnaceae). Chi này được Siegfried Reissek mô tả khoa học lần đầu tiên năm 1861 với 4 loài là R. elaeocarpum, R. cognatum, R. glabrum và R. molle ở Brasil.

## Các loài
Chi này chứa 10 loài đã biết, với khu vực phân bố chủ yếu là Cuba (5 loài), Jamaica (1 loài) và miền trung Nam Mỹ (4 loài).
- Rhamnidium brevifolium Borhidi, 1977: Cuba.
- Rhamnidium dictyophyllum Urb., 1914: Jamaica.
- Rhamnidium elaeocarpum Reissek, 1861: Bolivia, Brasil, Ecuador, Paraguay, Peru.
- Rhamnidium ellipticum Britton & P.Wilson, 1915: Cuba.
- Rhamnidium glabrum Reissek, 1861: Từ miền trung Brasil tới Paraguay.
- Rhamnidium hasslerianum Chodat, 1903: Paraguay.
- Rhamnidium molle Reissek, 1861: Đông bắc Brasil.
- Rhamnidium nipense Urb., 1924: Đông Cuba.
- Rhamnidium pruinosum Urb., 1924: Cuba.
- Rhamnidium shaferi Britton & P.Wilson, 1915: Cuba.